# Ernst Brasche
Ernst Konrad Otto Brasche (Saarde, Comtat de Pärnu, Estònia, 27 de novembre de 1873 - Tallinn, 12 de novembre de 1933) va ser un regatista estonià que va competir a començaments del segle XX sota bandera russa.
El 1912 va prendre part en els Jocs Olímpics d'Estocolm, on va guanyar la medalla de bronze en la categoria de 10 metres del programa de vela. Brasche navegà a bord del Gallia II junt a Esper Beloselsky, Karl Lindholm, Nikolai Puschnitsky, Aleksandr Rodionov, Iosif Schomaker i Philip Strauch.